# Alnico

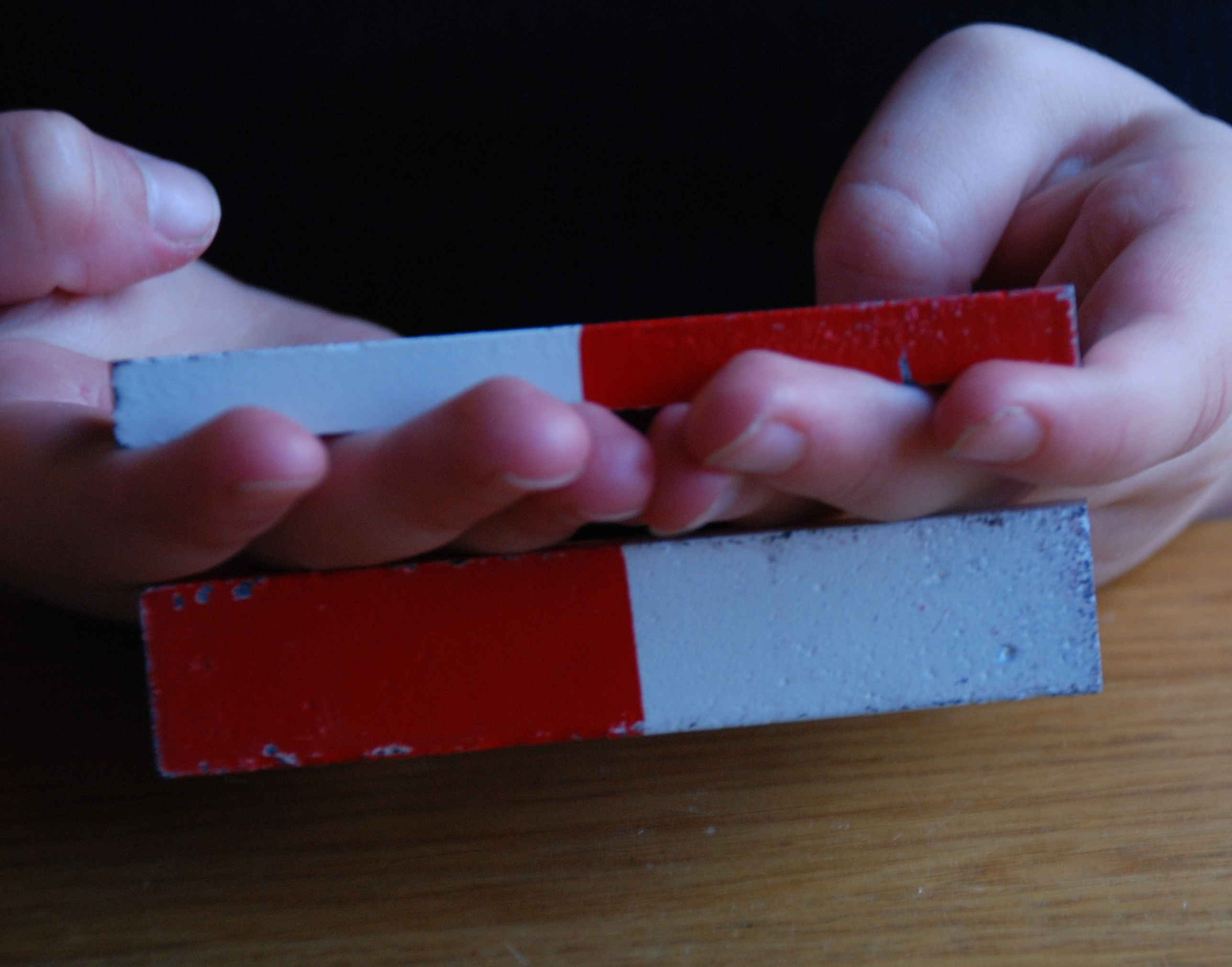

AlNiCo-legeringen bestaan hoofdzakelijk uit aluminium, nikkel en kobalt (vandaar de naam AlNiCo) met als toevoeging ijzer, koper en soms titanium.
AlNiCo legeringen zijn sterke permanente magneten. Ze kunnen worden gemagnetiseerd om een sterk magnetisch veld te produceren. AlNiCo-magneten zijn te gebruiken in extreme temperaturen: De curietemperatuur ligt rond de 800°C.
Een andere veelgebruikte permanente magneet legering is TiCoNAl, hier zit een veel groter aandeel titanium in ten opzichte van aluminium. Verder eveneens kobalt, nikkel en ijzer. 
AlNiCo magneten worden onder andere gebruikt in elektromotoren, gitaarelementen, sensoren en luidsprekers.
Sommige types AlNiCo zijn isotroop. Dit betekent dat ze gemagnetiseerd kunnen worden in elke richting. Andere types, zoals AlNiCo 5 en 8 zijn Anisotroop. Deze anisotrope types hebben een grotere magnetische fluxdichtheid.